# Приказки за физиката
„Приказки за физиката“ е български фентъзи сериал за деца с научно-популярна тематика, който се излъчва по Канал 1 на БНТ с продължителност около 30 минути. Редува се с „Приказки за астрономията“. Стартира през 2001 г. и се излъчва до 2007 г. Повторенията се излъчват през 2011 г. и 2014 г.

## Сюжет
В първия епизод се разказва как принц Явор и принцеса Кристина са пленени от вещицата Пития. Оттогава вещицата Пития им поставя различна задача всеки ден. При решаването на задачата на принца и принцесата помага Духът на Исак Нютон. Зрителите научават, че решението на задачата не е „магично“, а е следствие от физичните закони. По-късно се появяват Духът на Николай Коперник, както и вещиците Титания и Уенделин.

## В ролите
| Персонаж                  | Актьор            |
| ------------------------- | ----------------- |
| Вещицата Пития            | Адрияна Найденова |
| Принцеса Кристина         | Кристина Кръстева |
| Неда                      | Неда Вълчева      |
| Вещицата Уенделин         | Рада Богданова    |
| Вещицата Титания          | Нина Гавазова     |
| Духът на Николай Коперник | Явор Гигов        |
| Духът на Исак Нютон       | Явор Гигов        |
| Принц Явор                | Явор Манолов      |
| Мосю Паскал               | Иван Панев        |
| Госпожица Хикс            | Марта Янева       |
| Царицата на елфите        | Уляна Чан         |
|                           | Таня Гигова       |

## Персонажи
Вещицата Пития – Собственичката на къщата, в която се развива действието в поредицата. Тя е вещица. Когато Принц Явор и Принцеса Кристина попадат случайно в къщата ѝ, тя решава веднага да ги изяде. След много молби от тяхна страна, Пития решава да ги пощади, но само ако изпълнят една задача.
Духът на Нютон – Това е духът на великия учен Исак Нютон. Той помага на Явор и Кристина при всяка задача, която им постави Пития.
Принцеса Кристина – Тя попада в магическата гора заедно с брат си Принц Явор. Най-голямата ѝ мечта е да стане вещица. Кристина е ученичка в училището за вещерски помощничка. Впоследствие тя заминава да живее в пансиона към това училище, като се връща в къщата на Пития само за ваканциите.
Принц Явор – Братът на Принцеса Кристина. За разлика от Кристина, Явор не ходи на училище. Явор е влюбен в помощничката на Уенделин, Ана Мария. По-нататък се сближава с младата Царица на елфите.
Вещицата Уенделин – Най-добрата приятелка на Пития (поне колкото две вещици могат да бъдат приятелки). Уенделин винаги подслушва всичко, което се случва в къщата на Пития. Помощничката на Уенделин се казва Ана Мария.
Вещицата Титания – Прабабата на госпожица Пития, която живее в портрет. Някога, когато е била жива, Титания е била нарисувана от художника Леонард, чиито картини винаги оживяват. Титания е луда на тема астрономия. Има и игра на име Квазар. Говори се, че има и съкровище. Пития постоянно издирва това съкровище, а Титания от своя страна, иска рецептата ѝ за локумени сладки.
Духът на Коперник – Това е духът на астрономът Николай Коперник. Той е най-добрият приятел на Титания. Всеки път, когато някой натисне бутона „К“ на играта Квазар, Коперник се появява, и помага на играчите.
Неда – Тя е горско дете, отгледано от елфи. Първоначално при себе си я взема Уенделин, но след като Неда я ухапва, Уенделин пробутва детето на Пития, която също бива ухапана от Неда. Неда е много алчна, винаги иска пари от всички, за да им изпълни някоя услуга, дори да е дребна.
Мосю Паскал – Учител във Вълшебната гора. Преподава по физика, химия, математика, астрономия, биология, руски език, френски език, музика и ръчен труд. Настанява се в къщата на Пития. Той не подозира, че обитателите на къщата и гората са вещици, духове, елфи и т.н.